# غابرييل فيليكس
غابرييل فيليكس (بالبرتغالية: Gabriel Félix‏) هو لاعب كرة قدم برازيلي في مركز حراسة المرمى، ولد في 4 أبريل 1995 في Barra do Garças ‏ في البرازيل. لعب مع نادي فورتاليزا.